# Johann Friedrich Hartmann Mack
Johann Friedrich Hartmann Mack (* 28. April 1790 in Frankfurt am Main; † 22. September 1852 ebenda) war ein deutscher Kaufmann und Politiker.

## Leben
Mack lebte als Kaufmann in Frankfurt am Main (Firma Springsfeld & Mack). Von 1824 bis 1843 war er Mitglied und von 1831 bis 1843 Senior, also Kammerpräsident der Handelskammer Frankfurt. 
Zwischen 1831 und 1833 gehörte er der Ständigen Bürgerrepräsentation der Freien Stadt Frankfurt an. Von 1824 bis 1843 war er Mitglied und 1837 bis 1843 Vizepräsident des Gesetzgebenden Körpers der Freien Stadt Frankfurt.